# Biedermann (Familienname)
Biedermann ist ein deutscher Familienname.

## Herkunft und Bedeutung
Der Familienname geht auf mittelhochdeutsch biderman ‚unbescholtener Mann, Ehrenmann‘ zurück.

## Namensträger

### A
- Adolf Biedermann (1881–1933), deutscher Politiker und Reichstagsabgeordneter (SPD)
- Alberto Biedermann (* 1926), argentinischer Sprinter
- Alfons Biedermann (* 1968 oder 1969), deutscher Drehbuchautor und Regisseur
- Alfred Biedermann (1866–1936), polnischer Politiker
- Alois Emanuel Biedermann (1819–1885), schweizerischer reformierter Theologe

### B
- Bernd Biedermann (Botschafter, 1941) (1941–2004), deutscher Diplomat (Botschafter der DDR)
- Bernd Biedermann (1942–2023), deutscher Diplomat (Militärattaché und Botschafter; DDR)
- Berthold von Biedermann (1851–1933), deutscher Offizier und Schriftsteller
- Bruno Biedermann (1904–1953), deutscher Politiker (NSDAP)

### C
- Carl Biedermann (Schriftsteller) (1824–1894), Schweizer Dichter
- Charles Claude Biedermann, Schweizer Betriebswirt
- Christa Biedermann (* 1953), österreichische Performancekünstlerin
- Christoph Biedermann (* 1987), liechtensteinischer Fußballspieler

### D
- David Biedermann (1869–1929), deutscher Rauchwarenhändler (Pelzhandel)
- Detlev von Biedermann (1823–1896), deutscher Publizist

### E
- Edwin Biedermann (1877–??), britischer Jeu-de-Paume-Spieler
- Emil Biedermann (1830–1900), österreichischer Juwelier
- Erich von Biedermann (1874–1931), Geheimer Legationsrat und Rittmeister
- Ernst Biedermann (Maler) (1886–1928), deutscher Maler, Architekt und Erfinder
- Ernst Biedermann (Politiker) (1902–1997), Schweizer Politiker (Nationale Front)

### F
- Felix Biedermann (1870–1928), Geburtsname von Felix Dörmann, österreichischer Schriftsteller
- Flodoard von Biedermann (1858–1934), deutscher Publizist und Buchhändler
- Franz Biedermann (* 1946), liechtensteinischer Zehnkämpfer
- Friedrich Biedermann (* 1975), österreichischer Fotograf und Videokünstler
- Fritz Biedermann (1895–1984), deutscher Maler

### G
- Gábor Biedermann (* 1979), deutscher Schauspieler
- Georg Biedermann (1920–2008), deutscher Historiker und Philosoph
- Gisela Biedermann (* 1948), liechtensteinische Politikerin
- Gustav Biedermann (1815–1890), österreichischer philosophischer Schriftsteller
- Gustav Heinrich von Biedermann (1789–1862), deutscher Jurist, Rittergutsbesitzer und Politiker

### H
- Hannah Biedermann (* 1982), deutsche Theaterregisseurin, Dramaturgin, Theaterpädagogin und Schauspielerin
- Hans Biedermann (Mediziner) (1887–1962), deutscher Chirurg
- Hans Biedermann (Komponist) (1898–1983), Schweizer Organist und Komponist
- Hans Biedermann (Anthropologe) (1930–1989/1990), österreichischer Anthropologe, Ethnologe und Hochschullehrer
- Hans-Georg Biedermann (1915–2001), deutscher General des Heeres der Bundeswehr
- Heinrich Biedermann (1771–1854), deutsch-schweizerischer Kaufmann
- Helmut Biedermann (1913–1984), deutscher Funktionär und Politiker (LDPD)
- Hermenegild Maria Biedermann (1911–1994), deutscher katholischer Theologe und Augustiner-Eremit
- Hermine Biedermann-Arendts (1855–1916), deutsche Tiermalerin
- Holger Biedermann (* 1952), deutscher Musiker und Schriftsteller
- Hubert Biedermann (* 1953), österreichischer Ingenieur und Hochschullehrer

### J
- Jacques Biedermann (1751–1817), schweizerischer Kaufmann
- Jakob Melchior Rieter-Biedermann (1811–1876), schweizerischer Musiker und Verleger
- Jeanette Biedermann (* 1980), deutsche Sängerin
- Johann Baptist Biedermann (1844–1923), österreichischer Mundartdichter
- Johann Gottfried Biedermann (1705–1766), deutscher Genealoge, Theologe
- Johann Gottlieb Biedermann (1705–1772), deutscher Lehrer und Publizist
- Johann Jakob Biedermann (1763–1830), schweizerischer Maler, Grafiker und Radierer
- Josef Biedermann (Offizier) (1929–2002), Schweizer Offizier (Divisionär)
- Josef Biedermann (* 1944), liechtensteinischer Politiker (FBP)
- Jost Biedermann (1922–2008), deutscher Politiker und Volkskammerabgeordneter (CDU)
- Josy Biedermann (* 1941), liechtensteinische Politikerin (FBP)
- Julia Biedermann (* 1967), deutsche Schauspielerin

### K
- Karl Biedermann (Politiker) (auch Carl Biedermann; 1812–1901), deutscher Politiker und Publizist
- Karl Biedermann (Widerstandskämpfer) (1890–1945), österreichischer Widerstandskämpfer
- Karl Biedermann (Bildhauer) (* 1947), deutscher Bildhauer
- Karl Cohn-Biedermann, ursprünglicher Name von Charles Bead (1905–nach 1972), US-amerikanischer Jurist und Bibliothekar deutscher Herkunft
- Klaus Biedermann (* 1950), deutscher Autor, Coach und Dozent
- Klaus Biedermann (Regisseur), französischer Regisseur deutscher Herkunft

### M
- Manuela Biedermann (* 1965), Schweizer Schauspielerin
- Marcin Biedermann (1864–1915), polnischer Bankier
- Matthias Biedermann (* 1983), deutscher Skeletonpilot
- Michael Biedermann (Poolbillardspieler) (* 1979), liechtensteinischer Poolbillardspieler
- Michael Biedermann (Skilangläufer) (* 1996), liechtensteinischer Skilangläufer
- Michael Lazar Biedermann (1769–1843), österreichischer Großhändler, Juwelier, Bankier und Fabrikant
- Moritz von Biedermann (1818–1899), sächsischer Generalmajor

### O
- Otto Biedermann (* 1914), deutscher Schriftleiter und Funktionär der Hitler-Jugend

### P
- Paul Biedermann (* 1986), deutscher Schwimmsportler
- Peter Biedermann (* 1981), österreichischer Biologe und Tierökologe

### R
- Richard Biedermann (1843–1880), deutscher Agrikulturchemiker
- Richard Biedermann-Imhoof (1865–1926), deutscher Ornithologe und Zoologe
- Robert Biedermann (Unternehmer) (1836–1899), polnischer Unternehmer
- Robert Biedermann (Biologe) (* 1966), deutscher Biologe
- Robert Biedermann-Mantel (1869–1954), Schweizer Fabrikant
- Rolf Biedermann, deutscher Kunsthistoriker
- Rudolf Biedermann (1845–1929), deutscher Chemiker

### S
- Susanna Biedermann (1943–2007), Schweizer Innenarchitektin und Malerin

### T
- Theophil Burckhardt-Biedermann (1840–1914), Schweizer Historiker und Lehrer
- Therese Biedermann (1863–1942), österreichische Sängerin
- Traugott Andreas von Biedermann (1743–1814), deutscher Politiker und Rechtswissenschaftler
- Trudi Biedermann-Weber (1903–1993), Schweizer Musikpädagogin

### W
- Walter Biedermann (Autor) (1920–2009), Schweizer Chemiker und Autor, arbeitete in der Farbenforschung
- Walter Biedermann (Grafiker) (1907–1945), deutscher Porträtmaler und Werbegrafiker
- Walter Biedermann (Unternehmer) (1907–1986), Schweizer Unternehmer
- Werner Biedermann (Politiker) (* 1925), deutscher Politiker (CDU)
- Werner Biedermann (Regisseur) (* 1953), deutscher Autor und Regisseur
- Wilhelm von Biedermann (1817–1893), österreichischer Generalfeldmarschall
- Wilhelm Biedermann (1852–1929), deutscher Physiologe
- Willy Biedermann (1905–1970), Schweizer Chirurg und Gynäkologe
- Woldemar von Biedermann (1817–1903), deutscher Jurist, Literaturhistoriker und Goetheforscher
- Wolf von Biedermann (1890–1964), deutscher Offizier, zuletzt Generalmajor im Zweiten Weltkrieg
- Wolfgang E. Biedermann (1940–2008), deutscher Maler und Grafiker